# Palazzo abbaziale di Sant'Ambrogio
Il palazzo abbaziale di Sant'Ambrogio è un antico palazzo abbaziale del Piemonte legato direttamente alla storia della sacra di San Michele (XII secolo); restaurato, si trova a Sant'Ambrogio di Torino all'imbocco della val di Susa, a 25 km dal capoluogo Torino.

## Ubicazione
Il palazzo abbaziale è situato alle pendici del monte Pirchiriano appena sopra l'abitato di Sant'Ambrogio di Torino, ed è facilmente raggiungibile dal centro storico di Sant'Ambrogio di Torino all'inizio dell'Antica Mulattiera Sant'Ambrogio - Sacra di San Michele. Rappresenta un ottimo punto di osservazione per Sant'Ambrogio, la Bassa Valle di Susa e la pianura torinese.

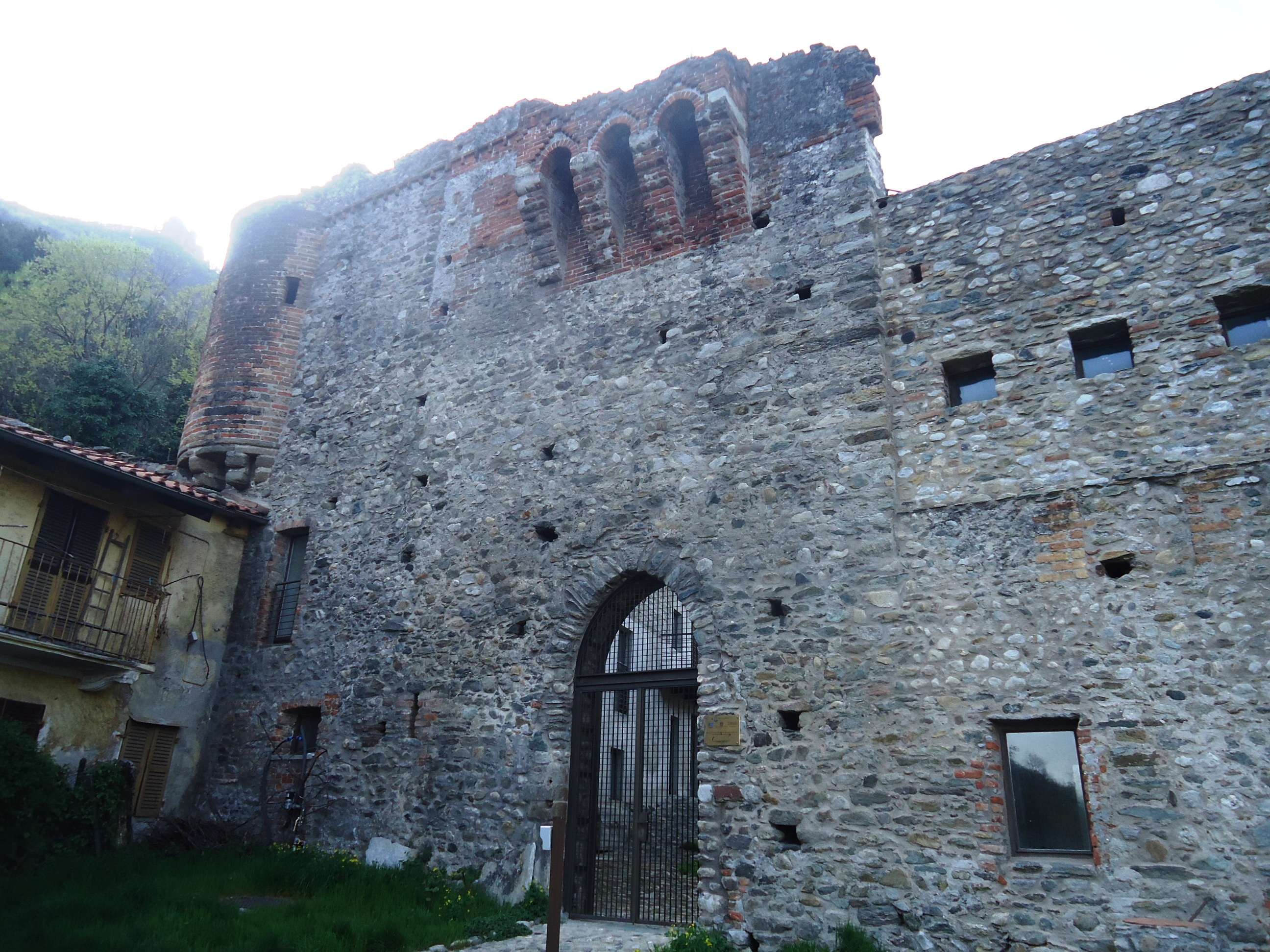
Ingresso del palazzo abbaziale con muro di cinta e torre angolare.

## Storia
Successivamente alla data del 29 aprile 1162, quando l'imperatore Federico Barbarossa concesse in investitura all'abate Stefano della Sacra, il territorio di Sant'Ambrogio, che tornò dunque sotto la giurisdizione della sacra di San Michele, inizio la costruzione del palazzo abbaziale che risultò completarsi nell'anno 1176. La prima attestazione scritta del "castello dell'abate clusino nel borgo di S. Ambrogio" risale al 1266, ai tempi dell'abate Decano, costruttore del castello abbaziale di Giaveno. Sede del castellano di San Michele e luogo di amministrazione della giustizia, fu anche residenza occasionale degli abati clusini. Nel XIII secolo lo sviluppo del borgo sembrava proseguire senza sosta, fino al 19 maggio 1363 quando le truppe mercenarie inglesi, capitanate da Filippo II di Savoia-Acaia col sostegno dell'abate Pietro III di Fongeret distrussero il palazzo abbaziale e ne saccheggiarono il borgo.

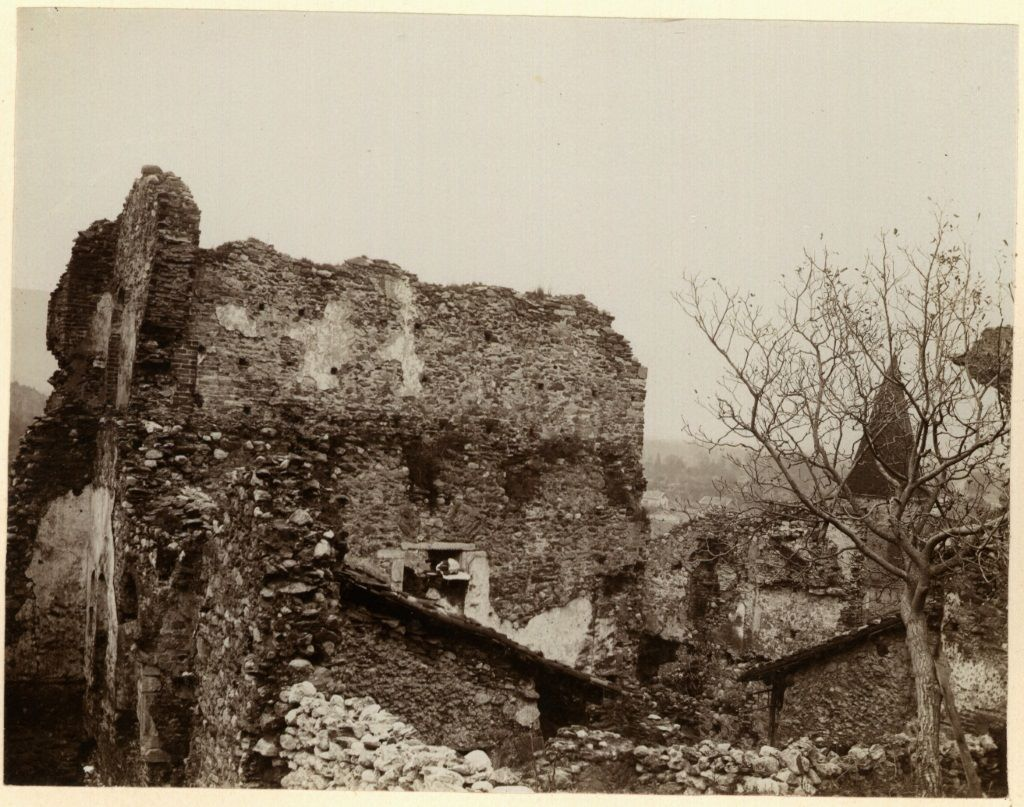
Mario Gabinio S.Ambrogio, Ruderi del Castello. Valle Di Susa, 24 settembre 1899

Dal 1533 al 1559 subì l'occupazione prima degli spagnoli, poi dei francesi e infine passò ai Savoia nel XVI, che lo rinforzarono dotandolo di artiglieria leggera e di un buon numero di soldati. Venne nuovamente lesionato il 9 e 10 luglio 1630 nel corso dell'assedio di Sant'Ambrogio durante un'altra epica battaglia nella piana tra Sant'Ambrogio ed Avigliana tra l'esercito piemontese e l'esercito francese, che vedeva contrapposti Carlo Emanuele I di Savoia e le truppe del re di Francia Luigi XIII comandate dal maresciallo di Montmorency. Nel XVII secolo il palazzo continuò ad essere di dominio sabaudo, e venne nuovamente occupato e semidistrutto ancora dai francesi durante l'assedio di Torino del 1706. Durante questi due secoli, guerre e battaglie lo ridussero allo stato di rudere, divenne cava di materiali da costruzione e fu invaso dalle abitazioni private. Negli ultimi anni del '700 Sant'Ambrogio, come tutta la valle di Susa passò sotto il dominio napoleonico.
Del palazzo abbaziale di Sant'Ambrogio (restaurato nel periodo 2002-2005), le indagini archeologiche hanno rivelato come l'elemento più antico fosse il torrione circolare costruito direttamente sulla roccia nel punto più elevato del sito, del quale rimangono i primi corsi di fondazione e una piccola parte dell'alzato. Associati alla torre sono alcuni muri realizzati con la tecnica a "spina pesce", situati subito a nord, verso la zona pianeggiante. In un momento successivo la torre venne circondata da una cinta a pianta quadrangolare, della quale si conservano gli alzati, il portale e le grosse mensole in pietra che reggevano il cammino di ronda. La struttura fu successivamente ampliata verso valle, fino a raddoppiare il suo originario perimetro, e arricchita nel corso dei secoli XIV e XV da elementi costruiti in laterizi, come la bertesca, il torrino circolare nell'angolo sud, e i merli a coda di rondine.

## Il palazzo oggi
Nel 2016 a seguito di un lungo processo di restauro (cominciato con fondi della comunità Europea nel 2002) e con fondi privati successivamente, il palazzo è stato destinato ad attività ricettiva: al suo interno un albergo da 21 posti letto, sala ristorante e lounge bar sulla terrazza panoramica.
"L'om 'd fer", questo il nome della struttura è stato ufficialmente inaugurato l'11 settembre 2016.